# Notosara nephelotis
Notosara nephelotis är en fjärilsart som beskrevs av Edward Meyrick 1890. Notosara nephelotis ingår i släktet Notosara och familjen plattmalar. Inga underarter finns listade i Catalogue of Life.